# اثیرالدین عبدالله اومانی
اثیرالدین عبدالله اومانی متخلص به اثیر شاعری است احتمالاً در دههٔ آخر سدهٔ ششم یا اوایل سدهٔ هفتم قمری می‌زیسته‌است. در روستای اومان که قبلاً بر سر راه همدان به کردستان واقع بوده، به دنیا آمده‌است. برخی نیز نوشته‌اند که اومان از توابع درجزین و جزء آن بوده‌است. معاصر کمال الدین اسماعیل و رفیع لنبانی بود. به تناوب در کردستان و بغداد زیست و ظاهراً پیش از ۶۳۵ قمری سفری به اصفهان کرد. سلیمانشاه ایوه‌ای و چند تن از اتابکان لر کوچک و اتابک مظفرالدین ازبک ابن اتابک و چند تن دیگر را مدح گفت. آن گونه که از اشعارش برمی‌آید با علوم زمان خود آشنا بود. به سبک انوری شعر می‌سرود ولی اشعارش از اشعار وی ساده‌تر بود. اشعاری نیز به عربی دارد. دیوانش را حدود ۵۰۰۰ بیت گفته‌اند اما آنچه از وی باقی مانده‌است، کمتر از این است. چندین نسخه از دیوان وی موجود است که از جمله قدیم‌ترین آنها در کتابخانهٔ مجلس و دیگری در کتابخانه موزه بریتانیایی است.
چنان‌که از اشعار دیوان این شاعر برمی‌آید، اثیرالدین از علوم متداول عصر خود مانند نجوم، حکمت، تصوف، ریاضی و ادب عرب بهره داشته‌است و شاید علت اینکه تذکره‌نویسان وی را شاگرد خواجه نصیرالدین طوسی پنداشته‌اند، به خاطر تبحر وی در علوم مختلف است. فروزانفر می‌نویسد: «تحصیلات اثیرالدین به احتمال قوی در حد کامل‌ترین معلومات آن روز بود و نه تنها در ادب و شعر بلکه در عوم دینی و فلسفه یونان و ریاضیات هم، کمتر کسی به پایه او رسیده‌است». (فروزانفر، ۱۳۸۳: ۴۰۴۰) تعبیرات و اصطلاحات فلسفی، کلامی و منطقی نیز در قصاید و قطعات اثیر به کار رفته‌است و چنین می‌نماید که از علوم عقلی زمان خویش بهره‌مند و به نحوه کاربرد این اصطلاحات واقف بوده‌است.
احتمالاً در سال ۶۵۶ یا ۶۶۵ قمری درگذشته‌است.

## آثار
- ریاض الشعراء[۳]